# Kotłowa Góra
Kotłowa Góra – wzniesienie o wysokości 166,4 m n.p.m. na Pojezierzu Kaszubskim, położone w woj. pomorskim, w powiecie lęborskim, na obszarze gminy Cewice.
Nazwę Kotłowa Góra wprowadzono urzędowo w 1949 roku, zastępując poprzednią niemiecką nazwę Kodwowe Berg. Według polskiej przedwojennej mapy taktycznej wysokość wzniesienia wynosi 165 m n.p.m. zaś według danych zawartych na "Geoportalu" 166,4 m n.p.m.
Na północ od wzniesienia w odległości ok. 1,5 km znajduje się wieś Siemirowice.